# Summacanthium
Summacanthium là một chi nhện trong họ Miturgidae.